# Du Wei
Du Wei (Luoyang, 9 de fevereiro de 1982) é um futebolista profissional chinês que atua como zagueiro pelo desde 2012 pelo Shandong Luneng

## Carreira
Du Wei representou a Seleção Chinesa de Futebol na Copa da Ásia de 2011 e 2007 e na histórica presença na Copa do Mundo de 2002.